# Koch Industries
Koch Industries (IPA: [kok]) è un conglomerato industriale americano con sede a Wichita, Kansas, ed è la seconda più grande azienda privata negli Stati Uniti, dopo Cargill

## Profilo
L'azienda è attiva in molteplici settori, principalmente nella produzione di energia e nella raffinazione del petrolio, con sussidiarie impegnate in molteplici settori: chimica e raffinazione, fertilizzanti, fibre e polimeri, minerario, carta, tecnologie per il controllo dell'inquinamento, trading di materie prime, allevamento di bestiame. Koch possiede anche Invista, Georgia-Pacific, Flint Risorse Hill, Koch Pipeline, Koch Petroleum Group, Koch Fertilizer, Koch Engineering, Koch Minerals and Matador Ranching Company.
L'azienda venne fondata da Fred C. Koch nel 1940. Attualmente gli eredi di Fred C. Koch sono i principali proprietari della società (che non è quotata in nessuna borsa), in particolare i suoi due figli, Charles G. Koch e David H. Koch, il primo è il maggiore azionista (possiede circa il 40%), nonché capo del consiglio di amministrazione e amministratore delegato, il secondo è vice presidente esecutivo. Nel 2008 Forbes ha classificato le Koch Industries seconda più grande azienda privata negli Stati Uniti (dopo Cargill) con un fatturato annuo di circa 98 miliardi di dollari, in calo dal primo posto ottenuto nel 2006. Se nel 2013 Koch Industries fosse stata una public company, sarebbe stata al 17º posto nella classifica Fortune 500.

## Critiche
Fin dal 1989 la Koch Industries è stata accusata di tenere un comportamento estremamente scorretto nei confronti dell'ambiente, inquinando oltre ogni misura e aggirando i decreti emanati dal governo sulle restrizioni dell'inquinamento. In particolare nel corso degli anni novanta è stata chiamata in causa in più di 300 cause di inquinamento, venendo giudicata spesso colpevole.
Un'altra pesante causa è quella che vede impegnate 97 contee contro l'azienda per una fuga di Benzene. Nel 2000 la magistratura ha ridotto il numero di contee da 97 a 11, poi a 9 e infine a 7. A queste 7 contee hanno corrisposto multe per un totale di 20 milioni di dollari.

## Acquisizioni ed eventi chiave della storia del conglomerato
La lista elenca solo le principali acquisizioni e non è esaustiva:
- 1940: Fred Koch cofonda la Wood River Oil and Refining Company.
- 1946: La compagnia acquisisce la Rock Island Oil & Refining Co. in Oklahoma.
- 1959: La compagnia cambia nome in Rock Island Oil & Refining.
- 1959: Fred Koch acquista il 35% della Great Northern Oil Company di Saint Paul, Minnesota.
- 1967: Muore Fred Koch. Il figlio e nuovo dirigente dell'azienda, Charles Koch, rinomina il gruppo Koch Industries in onore di suo padre.
- 1969: Charles Koch and James Howard Marshall II si accordano per controllare la Great Northern Oil Company. La compagnia viene ribattezzata Koch Refining.
- 1977: Koch acquista il 100% delle azioni di Abcor e la rinomina Koch Membrane Systems nel 1985.
- 1981: La compagnia acquista la raffineria di Corpus Christi, Texas, dalla Sun Oil.
- 1986: La compagnia acquista la C. Reiss Coal Company.
- 1989: La compagnia acquista la John Zink Company.
- 1992: La compagnia acquista la United Gas Pipeline.
- 1993: La compagnia acquista la Elf Asphalt.
- 1997: La compagnia acquista la Delhi Group.
- 1998: La compagnia acquista la Purina Mills.
- 1998: La compagnia acquista il 50% della divisione poliestere delle Hoechst e fonda KoSa.
- 2000: La magistratura statunitense cancella l'investimento delle Koch Industries in Purina per mantenere l'indipendenza.
- 2001: La compagnia si associa ad Entergy Corporation per formare Entergy-Koch, in questa confluisce la sussidiaria Koch's United Gas Pipeline.
- 2004: La compagnia acquista la INVISTA fibre e resine dalla DuPont. La Entergy-Koch viene venduta.
- 2005: La compagnia acquista Industrie Meccaniche di Bagnolo S.p.A. e le rinomina Koch Heat Transfer Company S.r.l.; nel 2015 viene rivenduta alla italiana VRV s.r.l.
- 2005: La compagnia acquista la cartiera Georgia-Pacific, la più grande acquisizione di sempre per una società privata.
- 2013 La compagnia acquista il gruppo Molex.
- 2020 La compagnia acquista Infor[2]

Nel marzo 2023, Koch Industries ha annunciato una ristrutturazione della leadership in cui Charles Koch sarebbe rimasto presidente in qualità di co-CEO insieme a Dave Robertson, che fungerà da vicepresidente del consiglio di amministrazione. Jim Hannan è stato nominato Presidente e COO. Chase Koch e Richard Dinkel sono stati entrambi nominati vicepresidente esecutivo pur mantenendo i loro altri ruoli. Inoltre, Ray Geoffroy e Mark Luetters sono stati nominati vicepresidenti senior.